# Ateuchus ovale
Ateuchus ovale là một loài bọ cánh cứng trong họ Bọ hung (Scarabaeidae).